# Diocesi di Nauplia
La diocesi di Nauplia (in latino: Dioecesis Naupliensis) è una sede soppressa e sede titolare della Chiesa cattolica.

## Storia
Nauplia è un'antica sede vescovile della Grecia nel Peloponneso (Argolide), suffraganea dell'arcidiocesi di Corinto, nel patriarcato di Costantinopoli.
Unico vescovo conosciuto di questa diocesi è Andrea, che partecipò al concilio di Costantinopoli dell'879-880 durante il quale fu riabilitato il patriarca Fozio di Costantinopoli.
A partire dal X secolo, le fonti coeve attestano il doppio nome di «Argo e Nauplia», indizio dell'unione di Nauplia con la vicina diocesi di Argo.
Le Notitiae Episcopatuum del patriarcato di Costantinopoli ignorano l'esistenza della diocesi di Nauplia, eccetto che nell'ultima, datata agli inizi del XV secolo, dove le due sedi di Argo e Nauplia sono menzionate assieme.
Dal 1933 Nauplia è annoverata tra le sedi vescovili titolari della Chiesa cattolica; la sede è vacante dal 18 settembre 1995.

## Cronotassi

### Vescovi greci
- Andrea † (menzionato nell'879)

### Vescovi titolari
- Fabio Mancinforte † (26 settembre 1725 - febbraio 1739 deceduto)
- Beniamino Evsebidhes † (6 agosto 1851 - 3 novembre 1862 dimesso)
- Andrei Apollon Katkoff, M.I.C. † (14 novembre 1958 - 18 settembre 1995 deceduto)